# Winston Tubman
Winston Tubman (Pleebo, Maryland, 26 de enero de 1941) es un político y diplomático liberiano, de ascendencia américo-liberiana, que fue Ministro de Justicia de la Nación durante el régimen de Samuel Doe (década de 1980), y candidato presidencial del Congreso para el Cambio Democrático, principal partido de oposición al gobierno de Ellen Johnson-Sirleaf, en las elecciones generales de 2011. Es además portavoz del partido. Es sobrino del expresidente William Tubman.

## Biografía
Tubman nació en el condado de Maryland, en la localidad de Pleebo, en enero de 1941. Tiene grados en la Escuela de Economía de Londres, de la universidad de Cambridge y de la universidad de Harvard.
Fundó su propio bufete de abogados en 1968 y sirvió como asesor jurídico del Ministerio de Planificación y Asuntos Económicos durante la administración de su tío. Tubman tiene amplia experiencia en las Naciones Unidas. Su primer trabajo fue en la Oficina Jurídica en 1973. Fue ministro de Justicia durante la dictadura militar de Samuel Doe, de 1982 a 1983, y fue Representante Permanente de Liberia ante las Naciones Unidas de 1979 a 1981. Viajó a los Estados Unidos en 1990, por orden de Doe, para ejercer presión (en última instancia, sin éxito) para que el gobierno estadounidense interviniera en la primera guerra civil liberiana.
Tubman fue el candidato presidencial del Partido Democrático Nacional de Liberia (NDPL) en las elecciones del 11 de octubre de 2005. Fue derrotado en primera vuelta, quedando en cuarto lugar con el 9.2% de los votos. Tras esto dejó el partido y se unió al Congreso para el Cambio Democrático. El 1 de mayo de 2011, el CDC eligió a Tubman como su candidato presidencial para las elecciones de 2011, con George Weah, el candidato que quedó segundo en 2005, como su compañero de fórmula. Tubman quedó segundo tras la Presidenta incumbente Ellen Johnson-Sirleaf, pero esta no obtuvo la suficiente mayoría para ser elegida en primera vuelta y debió prograrmarse una segunda entre ellos dos. El CDC denunció fraude electoral, y aunque hubo un breve conflicto entre Tubman y su partido sobre la participación o no en la segunda vuelta, finalmente Tubman resolvió boicotear el balotaje, entregando a Sirleaf la victoria con el 90% de los votos, de una participación de tan solo el 38%.